# Трупіал білокрилий
Трупіа́л білокрилий (Icterus leucopteryx) — вид горобцеподібних птахів родини трупіалових (Icteridae). Мешкає на Карибах.

## Опис

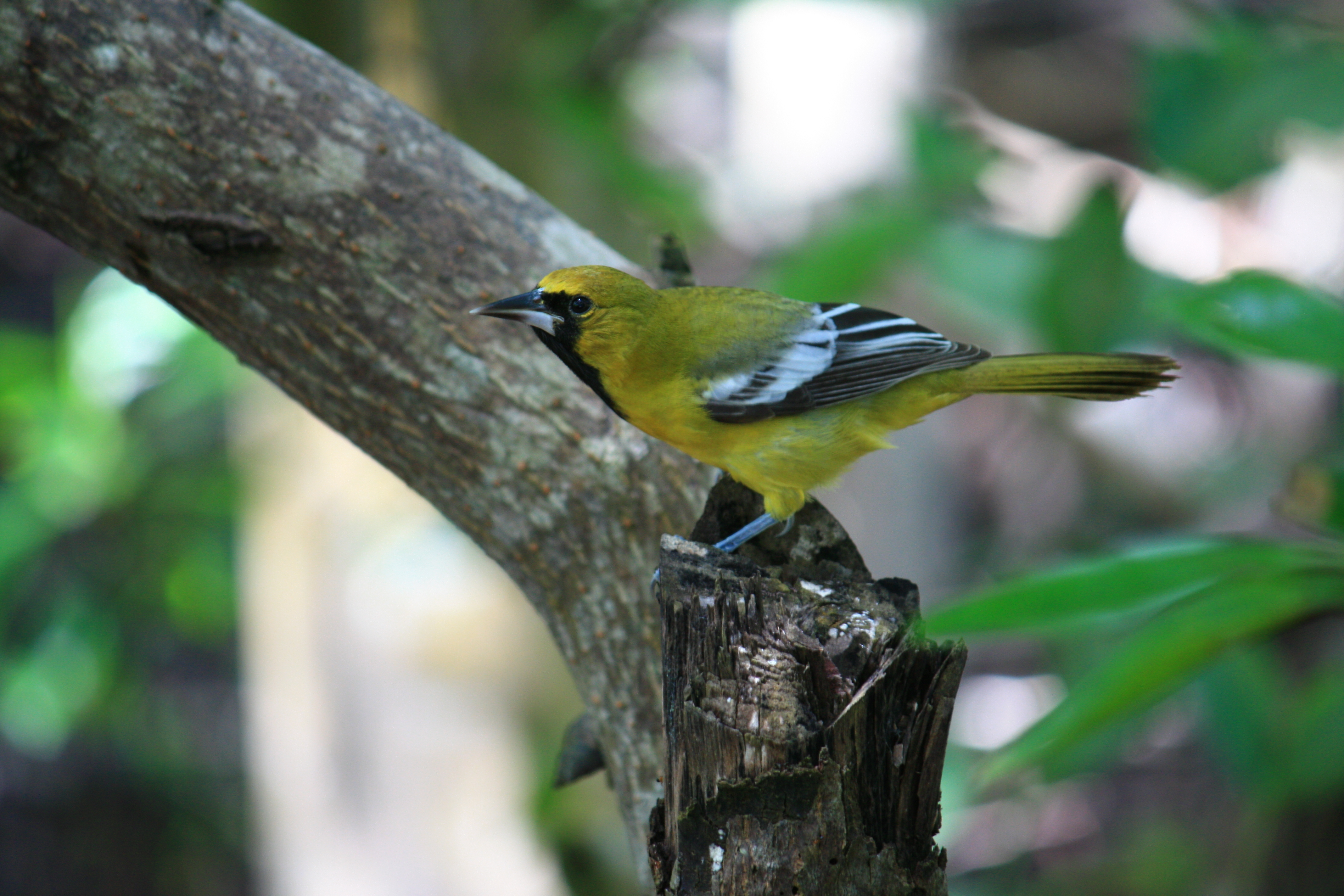
Молодий білокрилий трупіал (острів Сан-Андрес)

Довжина птаха становить 21 см, вага 34-42 г. Забаовлення перевано оливково-зелене, живіт більш яскравий, жовтий. На обличчі чорна "маска", горло, верхня частина грудей, крила і хвіст чорні, на крилах великі білі плями.

## Підвиди
Виділяють три підвиди:
- I. l. lawrencii Cory, 1887 — острів Сан-Андрес;
- †I. l. bairdi Cory, 1886 — острів Великий Кайман;
- I. l. leucopteryx (Wagler, 1827) — острів Ямайка.

## Поширення і екологія
Білокрилі трупіали мешкають на Ямайці та на острові Сан-Андрес, що належить Колумбії. Раніше вони також мешкали на Кайманових островах, однак не спостерігалися там з 1967 року і вважаються локально вимерлими. Білокрилі трупіали живуть у вологих тропічних лісах, на плантаціях і в садах. Вони живляться комахами та іншими безхребетними, дрібними хребетними, плодами і нектаром.